# Daniel Oldrá
Daniel Walter Oldrá, é um ex-futebolista e treinador de futebol atual.
Ele nasceu em 15 de março de 1967, na cidade de Godoy Cruz, Mendoza (Argentina).

## Carreira do jogador
Sua carreira como jogador de futebol profissional, iniciada em 1987, jogando pelo Godoy Cruz Antonio Tomba, em 1988, foi transferido para o River Plate, onde jogou 3 temporadas no Millonarios, onde ele fazia parte do campeão da temporada 1989/90. Em 1991, ele foi emprestado ao Club Blooming da Bolívia. Em 1994, ele retornou ao Godoy Cruz, para competir na Terceira Divisão, que consegue ser campeão também obter a subida para o Torneio Nacional B.
Em 1996, ele foi transferido para o Club Gimnasia y Tiro de Salta, onde obteve a ascensão à Primeira Divisão da AFA. Um ano depois, ele retorna para o clube Tomba, onde sua carreira termina em 2002.